# Акопян, Владимир Сергеевич
Влади́мир Серге́евич Акопя́н (род. 23 декабря 1946, Потсдам) — доктор медицинских наук, профессор, заведующий кафедрой офтальмологии Факультета фундаментальной медицины МГУ. Заслуженный врач Российской Федерации (2023).

## Биография
Окончил 2-й МОЛГМИ им. Н. И. Пирогова (1971). Обучался в клинической ординатуре на кафедре офтальмологии 2 МОЛГМИ им. Н.И. Пирогова (1971—1973). Работал руководителем отдела лазерных методов лечения патологии глаз в НИИ глазных болезней РАМН (1973—1995). Один из основателей лазерной хирургии в офтальмологии в СССР. Пионер и автор многих эффективных методов безножевой лазерной микрохирургии глаза. Проведенные им исследования посвящены вопросам внедрения новых методик лазерного лечения катаракты, глаукомы, патологии роговицы, рефракционных нарушений, заболеваний сетчатки. Совместно с академиком М. М. Красновым проводил исследования по разработке, испытанию и внедрению в практику лазерных фотодисрапторов, разработал методику нехирургического лечения врожденной катаракты — лазерную капсулотомию, а также впервые применил фотодинамическую терапию при лечении герпетического кератита.
Тема кандидатской диссертации «Лазерная хирургия катаракты» (1975). Тема докторской диссертации «Лазерные методы лечения первичной глаукомы».
На основе его научно-исследовательских разработок в 1980-х годах были созданы ультракороткоимпульсные лазеры, которые до настоящего времени выпускаются во многих странах мира, являясь стандартом современной офтальмохирургии. Лауреат Премии Ленинского комсомола в области науки (1978).
Возглавлял совместные исследования по офтальмологии с ведущими учреждениями США и Великобритании. Бессменный консультант 4-го Главного управления при Минздраве СССР и Медицинского управления делами Президента РФ (с 1974).
Заведующий кафедрой офтальмологии Факультета фундаментальной медицины МГУ (с 2001).
Акопян является автором 111 научных статей, 1 книги, 48 докладов на научных конференциях, 22 тезисов докладов, 5 НИР, 5 патентов (2 патента в США).
Основная тематика его научной деятельности: лазерные методы лечения заболеваний глаза (фоторефракционная хирургия, фотокоагуляция сетчатки, фотохирургия глауком и катаракты, фотодинамическая терапия), а также современные методы диагностики, профилактики и медикаментозного лечения заболеваний сетчатки; разработка методов ранней диагностики, объективного мониторинга и стандартов лечения возрастной макулярной дегенерации сетчатки, диабетических и дисциркуляторных поражений глаза.

## Награды
- Почётное звание «Заслуженный врач Российской Федерации» (4 декабря 2023 года) — за заслуги в области здравоохранения и многолетнюю добросовестную работу[4]